# Mont d'Or (Jura)
De Mont d'Or is een berg in de Jura, gelegen in het Franse departement Doubs en deels in het Zwitserse kanton Vaud. De hoofdtop ligt op 1463 m. en ligt in Frankrijk, 500 m. van de Zwitserse grens (1380 m). De berg ligt tussen Jougne (Frankrijk) en Vallorbe (Zwitserland).
Dicht bij het hoogste punt op de Zwitserse grens staat een berghut, de Cabane du Mont d'Or. In de winter wordt er aan de Franse zijde van Mont d'Or ook geskied in een skigebied met enkele liften.